# China Open 2015 - Qualificazioni singolare maschile
Le qualificazioni del singolare maschile del China Open 2015 sono state un torneo di tennis preliminare per accedere alla fase finale della manifestazione. I vincitori dell'ultimo turno sono entrati di diritto nel tabellone principale. In caso di ritiro di uno o più giocatori aventi diritto a questi sono subentrati i lucky loser, ossia i giocatori che hanno perso nell'ultimo turno ma che avevano una classifica più alta rispetto agli altri partecipanti che avevano comunque perso nel turno finale.

## Teste di serie
1. Aljaž Bedene (qualificato)
2. Denis Istomin (qualificato)
3. Simone Bolelli (qualificato)
4. Lucas Pouille (primo turno)

1. Ričardas Berankis (primo turno)
2. John Millman (qualificato)
3. Alexander Zverev (primo turno)
4. Andrej Kuznecov (ultimo turno)

## Qualificati
1. Aljaž Bedene
2. Denis Istomin

1. Simone Bolelli
2. John Millman

## Tabellone

### Legenda
| - Q = Qualificato - WC = Wild card - LL = Lucky loser | - ALT = Alternate - SE = Special Exempt - PR = Protected Ranking | - w/o = Walkover - r = Ritirato - d = Squalificato |

### Sezione 1
|  | Primo turno | Primo turno      | Primo turno      | Primo turno | Primo turno |  |  | Ultimo turno | Ultimo turno   | Ultimo turno   | Ultimo turno | Ultimo turno |  |
|  |             |                  |                  |             |             |  |  |              |                |                |              |              |  |
|  | 1           | Aljaž Bedene     | Aljaž Bedene     | 6           | 6           |  |  |              |                |                |              |              |  |
|  | WC          | He Yecong        | He Yecong        | 3           | 0           |  |  | 1            | Aljaž Bedene   | Aljaž Bedene   | 6            | 6            |  |
|  |             | Michael Berrer   | Michael Berrer   | 6           | 6           |  |  |              | Michael Berrer | Michael Berrer | 4            | 4            |  |
|  | 7           | Alexander Zverev | Alexander Zverev | 4           | 4           |  |  |              |                |                |              |              |  |

### Sezione 2
|  | Primo turno | Primo turno       | Primo turno       | Primo turno | Primo turno |  |  | Ultimo turno | Ultimo turno  | Ultimo turno | Ultimo turno | Ultimo turno |  |
|  |             |                   |                   |             |             |  |  |              |               |              |              |              |  |
|  | 2           | Denis Istomin     | Denis Istomin     | 6           | 6           |  |  |              |               |              |              |              |  |
|  |             | Luke Saville      | Luke Saville      | 4           | 2           |  |  | 2            | Denis Istomin | 3            | 6            | 6            |  |
|  | WC          | Zhang Zhizhen     | Zhang Zhizhen     | 7           | 6           |  |  | WC           | Zhang Zhizhen | 6            | 3            | 2            |  |
|  | 5           | Ričardas Berankis | Ričardas Berankis | 5           | 3           |  |  |              |               |              |              |              |  |

### Sezione 3
|  | Primo turno | Primo turno      | Primo turno      | Primo turno | Primo turno |  |  | Ultimo turno | Ultimo turno    | Ultimo turno    | Ultimo turno | Ultimo turno |  |
|  |             |                  |                  |             |             |  |  |              |                 |                 |              |              |  |
|  | 3           | Simone Bolelli   | Simone Bolelli   | 6           | 6           |  |  |              |                 |                 |              |              |  |
|  | WC          | Djordje Djokovic | Djordje Djokovic | 0           | 4           |  |  | 3            | Simone Bolelli  | Simone Bolelli  | 6            | 7            |  |
|  |             | Matteo Donati    | Matteo Donati    | 4           | 2           |  |  | 8            | Andrej Kuznecov | Andrej Kuznecov | 2            | 62           |  |
|  | 8           | Andrej Kuznecov  | Andrej Kuznecov  | 6           | 6           |  |  |              |                 |                 |              |              |  |

### Sezione 4
|  | Primo turno | Primo turno     | Primo turno     | Primo turno | Primo turno |  |  | Ultimo turno | Ultimo turno | Ultimo turno | Ultimo turno | Ultimo turno |  |
|  |             |                 |                 |             |             |  |  |              |              |              |              |              |  |
|  | 4           | Lucas Pouille   | Lucas Pouille   | 2           | 4           |  |  |              |              |              |              |              |  |
|  |             | Bai Yan         | Bai Yan         | 6           | 6           |  |  |              | Bai Yan      | Bai Yan      | 1            | 1            |  |
|  |             | James Duckworth | James Duckworth | 4           | 4           |  |  | 6            | John Millman | John Millman | 6            | 6            |  |
|  | 6           | John Millman    | John Millman    | 6           | 6           |  |  |              |              |              |              |              |  |